# Wapen van Middelie

Wapen van Middelie

Het wapen van Middelie is het heraldisch wapen van het Noord-Hollandse dorp Middelie. Middelie heeft twee wapens gehad, het eerste werd op 15 december 1819 aan de toenmalige gemeente toegekend. Het tweede wapen werd in 1891 toegekend en bleef in gebruik tot de fusie in 1970 met Warder, Kwadijk, Oosthuizen en de gemeente Beets tot de gemeente Zeevang.

## Herkomst
Middelie heeft gedurende de tijd dat het een eigen gemeente was, twee wapens gekend. Van beide wapens is niet veel bekend over de herkomst. Het eerste wapen kan wel verklaard worden aan de hand van het verhaal van de zogenaamde wapenstier van Monnickendam. Deze stier ontsnapte uit het klooster waar het gehouden werd. Vanuit Monnickendam ging de stier via Edam richting Middelie. In Middelie zouden de kikkers geroepen hebben dat de stier gek geworden was. De schepenen van Middelie waren het hiermee eens en lieten drie kikkers in het wapen plaatsen. Later ging de stier via Oosthuizen naar Hoorn. In Oosthuizen schrok een oude vrouw van de stier, waardoor haar bril kapotviel, deze kapotte bril kwam op het wapen van Oosthuizen terecht en bij Hoorn probeerde de stier de stadspoort in te beuken. Hierbij bleef een van zijn hoorns in de poort steken; deze hoorn kwam later symbolisch terug in het wapen van de stad.
Het tweede wapen, toegekend op 30 november 1891, verwijst naar het natte gebied rondom Middelie en naar de landbouw die er bedreven werd en tot op heden wordt.

## Blazoeneringen
Volgens de Hoge Raad van Adel is de eerste versie van het wapen nooit officieel gebruikt, wel is het wapen bekend bij de Hoge Raad van Adel.

### Eerste wapen

Versie van 1819

De blazoenering van het eerste wapen luidde als volgt:
Een schild door midden gedeeld, waarvan het eerste van groen beladen met een kikvorsch en het tweede van lazuur beladen met een koe van goud.
Het schild is horizontaal in tweeën gedeeld. Het bovenste deel, deel I, is groenkleurig met een kikker van natuurlijke kleur, dit staat in de blazoenering niet vermeld. Het tweede deel is blauw van kleur met daarop een gouden koe. Omdat de kijkrichting niet vermeld wordt, kijken de beide dieren naar heraldisch rechts, voor de kijker links.

### Tweede wapen
Het blazoen, wapenschild, van het tweede wapen zag er als volgt uit:
Van sinopel, beladen met 2 golvende fascen van zilver, waartusschen een klaverblad van goud, ter weerszijden vergezeld van een van keel gebonden korenschoof.
Het tweede wapen was groen van kleur met daar overheen twee gegolfde dwarsbalken van zilver. Tussen de zilveren dwarsbalken een groene met daarop een gouden klaverblad met aan weerszijden een gouden korenschoof. De korenschoven zijn gebonden met een rood touw.
De korenschoven en het klaverblad zijn verwijzingen naar de landbouw en de twee golvende dwarsbalken naar het waterrijke gebied.
Abbekerk
· Akersloot
· Andijk
· Ankeveen
· Anna Paulowna
· Assendelft
· Avenhorn
· Barsingerhorn
· Beemster
· Beets
· Bennebroek
· Berkenrode
· Berkhout
· Bijlmermeer
· Blokker
· Bovenkarspel
· Broek in Waterland
· Broek op Langedijk
· Buiksloot
· Bussum
· Callantsoog
· De Rijp
· Egmond
· Egmond aan Zee
· Egmond-Binnen
· Graft
·  Graft-De Rijp
· 's-Graveland
· Groet
· Grootebroek
· Grosthuizen
· Haarlemmerliede
· Haarlemmerliede en Spaarnwoude
· Harenkarspel
· Heerhugowaard
· Hensbroek
· Hoogkarspel
· Hoogwoud
· Ilpendam
· Jisp
· Kalslagen
· Katwoude
· Koedijk
· Koog aan de Zaan
· Kortenhoef
· Krommenie
· Kwadijk
· Langedijk
· Leimuiden
· Limmen
· Marken
· Middelie
· Midwoud
· Monnickendam
· Muiden
· Naarden
· Nederhorst den Berg
· Nibbixwoud
· Niedorp
· Nieuwe Niedorp
· Nieuwendam
· Nieuwer-Amstel
· Noord-Scharwoude
· Noorder-Koggenland
· Obdam
· Oosthuizen
· Opperdoes
· Oterleek
· Oude Niedorp
· Oudendijk
· Oudkarspel
· Oudorp
· Petten
· Ransdorp
· Schardam
· Scharwoude
· Schellingwoude
· Schellinkhout
· Schermer
· Schermerhorn
· Schoorl
· Schoten
· Sijbekarspel
· Sint Maarten
· Sint Pancras
· Sloten
· Spaarndam
· Spaarnwoude
· Spanbroek
· Twisk
· Urk
· Ursem
· Veenhuizen
· Venhuizen
· Warder
· Warmenhuizen
· Waverveen
· Weesp
· Weesperkarspel
· Wervershoof
· Wester-Koggenland
· Westwoud
· Westzaan
· Wieringen
· Wieringermeer
· Wieringerwaard
· Wijdenes
. Wijdewormer
. Wijk aan Zee en Duin
· Wimmenum
· Winkel
· Wognum
· Wormer
· Wormerveer
· Zaandam
· Zaandijk
· Zeevang
· Zijpe
· Zuid-Scharwoude
· Zuid- en Noord-Schermer
· Zwaag

Dorpswapens:
Hauwert
· Volendam
· Zwaagdijk-West